# Karol Raczkowski
Karol Raczkowski (ur. 4 listopada 1869 w Klonowcu Szlacheckim, pow. kutnowski, zm. 22 marca 1959 w Zakopanem) – polski inżynier chemik, polityk, współzałożyciel i ideolog Narodowej Demokracji.

## Życiorys
Ukończył politechnikę w Zurychu. Był członkiem Towarzystwa Oświaty Narodowej. Prowadził działalność oświatową wśród robotników i inteligencji. Działał początkowo w Piotrkowie Trybunalskim (był przedstawicielem Ligi Narodowej na gubernię piotrkowską) a następnie od 1895 roku w Łodzi, gdzie się przeniósł. Zajmował się rozprowadzaniem wydawnictw podziemnych na terenie Królestwa Polskiego przemycanych z Krakowa przez zieloną granicę na lubelszczyźnie. Lata 1904 i 1905 spędził w Rosji.
Był członkiem Komitetu Centralnego Ligi Narodowej wybranego 1 kwietnia 1893 roku. W roku 1896 wszedł do Komitet Centralnego Ligi Narodowej na zjeździe członków w Budapeszcie obok Romana Dmowskiego, Zygmunta Balickiego, Jana Ludwika Popławskiego i Teofila Waligórskiego. Komitet bez żadnych zmian działał w powyższym składzie do 1905 roku. Karol Raczkowski wspólnie z Teofilem Waligórskim kierowali pracami Ligi Narodowej w Warszawie, sam prowadził działania w Łodzi, był organizatorem tzw. grupy zuryskiej ZMP. Wszedł w wyniku losowania w 1912 roku w skład Rady Głównej Ligi Narodowej. Brał udział w drugim zjeździe Rady Głównej Ligi Narodowej w Wiedniu w dniach 19-22 kwietnia 1914 roku.
Karol Raczkowski w opinii Romana Dmowskiego był jednym z członków „tak zgranej swego czasu piątki”, która przez wiele lat kierowała ruchem narodowym (osobiste wspomnienie „wielkiej piątki” przez Romana Dmowskiego w obszernym liście do Karola Raczkowskiego z 19 sierpnia 1913 roku opublikowane w Gazecie Warszawskiej w związku ze śmiercią Teofila Waligórskiego). Autor  publikacji dotyczących m.in. farbiarstwa – „O podsiarczynach”, napisanej w Iwanowo-Wozniesieńsku.

## Życie prywatne
Był nieślubnym synem Józefy Raczkowskiej. 28 czerwca 1902 roku w Warszawie poślubił Marię Stefanię Stecką.